# Rossinyol equatorial
El rossinyol equatorial (Sheppardia aequatorialis) és una espècie d'ocell de la família dels muscicàpids (Muscicapidae) endèmica de les muntanyes de la regió dels Grans Llacs d'Àfrica. El seu hàbitat natural són els boscos tropicals i subtropicals de frondoses humits de l'estatge montà. El seu estat de conservació es considera de risc mínim.